# Dom Uebricka w Toruniu
Dom Uebricka – kamienica, która znajdowała się na Bydgoskim Przedmieściu w Toruniu, przy ul. Bydgoskiej 35. Rozebrana w 2006 roku.
Budynek na przełomie lat 70. i 80. XIX wieku i pierwotnie należał do przedsiębiorcy budowlanego Reinharda Uebricka. W 1891 roku został on rozbudowany o 3-kondygnacje. Przez pewien czas w okresie międzywojennym znajdowała się w niej komenda policji. W 2006 roku kamienice zniszczył pożar, a po kilku tygodniach, ze względu na zły stan techniczny, została ona rozebrana.
Budynek wzniesiony na rzucie prostokąta powstał z tzw. muru pruskiego, a jego charakterystycznymi elementami były dwie drewniane werandy, na jego wschodnim i zachodnim skraju. Ponadto pośrodku ściany frontowej i tylnej znajdowały się ryzality.